# Lágrimas negras (chanson)
Pour les articles homonymes, voir Lágrimas negras.
Lágrimas negras (en espagnol : larmes noires) est un boléro-son écrit et composé par le cubain Miguel Matamoros en 1929, et qui est devenu un standard de la musique cubaine.

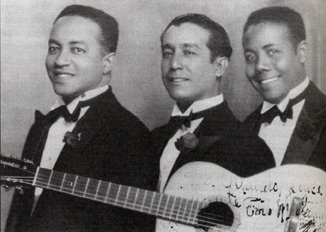
El Trío Matamoros fut le premier interprète de la chanson.

Miguel Matamoros parti en voyage à Saint-Domingue (dans l'île voisine de la République dominicaine) résidant alors dans la pension de Luz Sardaña.
Il entend des pleurs d'une femme dans une chambre voisine et pense que celle-ci a perdu quelqu'un de sa famille mais il apprend qu'elle pleure parce que son mari l'a quittée la veille pour une autre femme.
Cette histoire va lui inspirer le thème de la chanson.
La chanson fait preuve d'ironie puisque l'homme appelle la femme qui l'a quitté « mi santa » (ma sainte).
Dans les versions où chante une femme (la version de Celia Cruz par exemple), ces paroles sont remplacées par « mi negro » (mon (homme) noir).
On trouve aussi d'autres termes à la place comme "gitana" (gitane dans des versions flamenco, en particulier celle de Diego el Cigala), ou encore « mulata » (mulâtresse), « mi negra», etc.
Parmi les interprètes de cette chanson : le pianiste cubain Bebo Valdés & Diego el Cigala accompagnés par Paquito D'Rivera en 2002 (et aussi en compagnie d'Alicia Keys lors d'un concert à Madrid en 2003), Lidia Reyes, chanteuse espagnole, lors de sa participation à Operación Triunfo 4 (reprise de la version de Bebo & Cigala), Compay Segundo (également en duo avec Cesária Évora), Omara Portuondo, Celia Cruz, Olga Guillot, Celina González, María Teresa Vera, María Dolores Pradera, Vieja Trova Santiaguera, Orquesta Aragón, Adalberto Alvarez, Dan Den, Barbarito Diez, le dominicain Cuco Valoy, Raya Real (version rumba flamenca), Guillaume Lopez (Las simples cosas, 2012), Sergent Garcia (Contre vents et marées, 2015) et beaucoup d'autres.